# Тишина милости
Тишина милости (енгл. The Silence of Mercy) је амерички независни драмски филм у режији Флорије Сигизмонди по сценарију Криса Баслера.

## Улоге
- Агнес Борн — Рослин
- Рефи Касиди — Арилд
- Александра Доулинг
- Анабела Волис

## Продукција
Јануара 2019. сценарио Криса Баслера The Enclosed био је један од првих десет на листи GLAAD, заједничког подухвата између GLAAD-а и Црне листе који приказује најперспективније ненаправљене ЛГБТ+ инклузивне сценарије у Холивуду. Информација да ће Флорија Сигизмонди режирати филм са Анабел Волис у главној улози објављена је 11. децембра 2020. Марта 2021. Агнес Борн се придружила глумачкој екипи.
Главница снимања је одржана од 25. фебруара до 15. априла 2021. у Ирској.